# Urbán Árpád
Urbán Árpád (Ipolyvece, 1942. január 26. – Balassagyarmat, 2005. november 26.) magyar nemzetközi labdarúgó-játékvezető, politikus, országgyűlési képviselő.

## Életrajza
1942-ben született a Nógrád vármegyei Ipolyvecén. 1960-ban érettségizett a balassagyarmati Balassi Bálint Gimnáziumban. Egy évig a helyi járási tanácson volt egészségőr, majd tanító lett több városkörnyéki általános iskolában is. 1965 és 1970 között a balassagyarmati II. Rákóczi Ferenc Általános Iskola tanára volt, mialatt 1967-ben az Egri Tanárképző Főiskola levelező tagozatán testnevelés-biológia szakos általános iskolai tanári oklevelet szerzett. 1970-től Balassagyarmaton a Dózsa György Általános Iskola tanára, majd igazgatóhelyettese, 1990 és 1994 között pedig az igazgatója lett. 1995-ben kiegészítő diplomát szerzett a BME közoktatás vezetői szakán. 1998-tól ismét tanár, az őrhalmi – 2005. április 11-étől József Attila nevét viselő – Körzeti Általános Iskola igazgatója volt.
Iskolai pályafutása mellett 1964 és 1985 között labdarúgó-játékvezető is volt, FIFA-kerettag is lett.1964-ben lépett be az MSZMP-be. Az MSZP-nek a kezdetektől, 1989 októberétől volt tagja, 1993-ban a párt Nógrád megyei koordinációs tanácsának tagja, majd az Országos Választmánya tagja lett. Az 1994-es országgyűlési választásokon Balassagyarmaton (Nógrád 4. vk.) egyéni mandátumot szerzett. Az 1998-as választásokon nem jutott be a parlamentbe, de a helyhatósági választásokon a helyi képviselő testület tagja lett Balassagyarmaton. A 2002-es országgyűlési választásokon pártja Nógrád megyei területi listájáról szerzett ismét mandátumot. Május közepétől az ifjúsági és sportbizottság, júniustól az emberi jogi, kisebbségi és vallásügyi bizottságban volt tag. Ezeken kívül a Cserháti Vadásztársaság elnöke volt, valamint tagja volt a Wesselényi Miklós Sport Közalapítvány felügyelő bizottságának, illetve a Nógrád Megyei Labdarúgó Szövetség elnökségének is.
2005. november 26-án Balassagyarmat és Érsekvadkert között egy vaddisznóhajtáson vett részt, amikor 73 éves bátyja tévedésből szívtájékon lőtte. Sérüléseibe még aznap a balassagyarmati kórházban belehalt.

## Labdarúgó-játékvezetői pályafutása
1977-ben lett a legfelső szintű labdarúgó-bajnokság játékvezetői keretének tagja. A Székesfehérvári MÁV– Szeged (3:1) bajnoki találkozón debütált. 1984-ben, a Bp. Honvéd– Pécs (2:1) bajnoki találkozón búcsúzott a nemzeti játékvezetéstől. 85 élvonalbeli találkozót vezetett.
A Magyar Labdarúgó-szövetség Játékvezető Bizottsága 1984-ben terjesztette fel nemzetközi játékvezetőnek. Palotai Károly mellett partjelző lehetett olyan találkozókon, mint a százezer néző előtt játszott AS Roma–FC Porto, Benfica–AS Roma, illetve PSV Eindhoven–Rangers.